# Сан-Паоло-Сольбрито
Сан-Паоло-Сольбрито (італ. San Paolo Solbrito, п'єм. San Pàul Subrì) — муніципалітет в Італії, у регіоні П'ємонт,  провінція Асті.
Сан-Паоло-Сольбрито розташований на відстані близько 500 км на північний захід від Рима, 25 км на південний схід від Турина, 20 км на захід від Асті.
Населення — 1235 осіб (2014).
Щорічний фестиваль відбувається 18 вересня. Покровитель — Madonna di Serra.

## Демографія
Населення за роками:

Станом на 1 січня 2023 року в муніципалітеті офіційно проживали 42 іноземці з 6 країн, серед них 24 громадяни країн Євросоюзу.

## Сусідні муніципалітети
- Дузіно-Сан-Мікеле
- Монтафія
- Роатто
- Віллафранка-д'Асті
- Вілланова-д'Асті